# Снаряжение (корабоплаване)
Снаряжение (на нидерландски: deel – част, парче, елемент) – морски термин, общо название за някои спомагателни детайли от оборудването на корпуса на съда (кораба), които служат главно за закрепване и провеждане на такелажа, а също и части от корабните устройства, оборудването на вътрешните помещения и откритите палуби.
Към него се отнасят скобите, клемите (утките), римовете, талрепите, храпците, клюзовете, кнехтите, киповете, битенгите, люверсите, гърловини, капаци на сходните на люковете, траповете, вратите, илюминаторите (светлици), леерните и тентовите стойки и други.
Основните размери на снаряжението и изискванията за тяхното закреплване (монтаж) на съда е регламентирано от класификационните организации. Болшинството от тях се произвеждат по стандарт.